# Nakamura Yoshiro
Yoshiro Nakamura (sinh ngày 17 tháng 10 năm 1979) là một cầu thủ bóng đá người Nhật Bản.

## Sự nghiệp câu lạc bộ
Yoshiro Nakamura đã từng chơi cho Kashima Antlers, Oita Trinita, Sanfrecce Hiroshima và Sagan Tosu.